# Uvariastrum zenkeri
Uvariastrum zenkeri är en kirimojaväxtart som beskrevs av Adolf Engler och Friedrich Ludwig Diels. Uvariastrum zenkeri ingår i släktet Uvariastrum och familjen kirimojaväxter. IUCN kategoriserar arten globalt som sårbar. Utöver nominatformen finns också underarten U. z. nigritanum.